# Dragon Player
Dragon Player è un semplice lettore multimediale per l'ambiente desktop KDE. È l'ulteriore sviluppo sotto diverso nome di un lettore video per KDE 3 chiamato Codeine, creato in origine da Max Howell, il cui sviluppo prosegue adesso per mano di Ian Monroe per KDE 4.
Poiché Dragon Player sfrutta Phonon, una API in grado di connettersi a svariati framework multimediali, esso è in grado di riprodurre qualsiasi file supportato dallo specifico framework multimediale utilizzato.
È il lettore video predefinito dell'ambiente desktop KDE 4 ed è distribuito sotto la GPL. Rientra quindi nella categoria del software libero.

## Caratteristiche
- Interfaccia semplice
- Possibilità di riprendere le riproduzione del video da dove si era interrotto (resume)
- Supporto ai sottotitoli
- Impostazioni video (contrasto, luminosità)
- Dal momento che sfrutta Solid e Phonon, Dragon Player è indipendente da ogni framework multimediale o hardware abstraction layer
- Supporta la riproduzione di CD e DVD [1]